# 2NE1 (EP 2011)
2NE1 è il secondo e ultimo EP del gruppo musicale sudcoreano 2NE1, pubblicato il 28 luglio 2011 dalla YG Entertainment e distribuito dalla KMP Holdings. Contiene sei canzoni composte e prodotte dai produttori coreani, Teddy Park e Kush. Cinque dei sei brani sono stati pubblicati come singoli digitali ufficiali. 
Don't Stop the Music è stato inizialmente pubblicato come singolo promozionale, Don't Stop the Music (Yamaha "Fiore" CF Theme Song).
Una versione giapponese dell'EP è stata pubblicata il 21 settembre 2011, intitolata Nolza. Il disco è stato pubblicato in tre edizioni: Solo CD, CD + DVD (Tipo A) e CD + DVD (Tipo B).
Questo album è stato votato come il miglior album del 2011 ai Melon Music Awards.

## Antefatti
Il 18 aprile 2011, le 2NE1 hanno annunciato che avrebbero posticipato il loro debutto in Giappone a causa del terremoto e maremoto del Tōhoku del 2011 e avrebbero ripreso i piani di pubblicazioni della Corea, spingendo in avanti le promozioni dall'EP, da aprile a luglio.
I piani per le promozioni dell'album sono stati successivamente pubblicati sul blog della YG, YG Life il 27 aprile 2011, dove il gruppo ha dichiarato che avrebbero pubblicato un nuovo singolo ogni tre settimane prima della pubblicazione dell'album. Il gruppo ha affermato che il motivo alla base di questo piano era perché erano più che soddisfatti del livello di qualità nella lista dell'album e intendevano usarle tutte come tracce del titolo per questa promozione. Le promozioni dell'album sono terminate ad agosto, ad Inkigayo.
Il gruppo ha quindi annunciato che avrebbero anche pubblicato l'album in Giappone con il titolo Nolza. Hanno debuttato su Music Station il 2 settembre 2011, esibendosi con I Am the Best. Il disco è stato pubblicato a Taiwan il 28 agosto 2011, tramite l'etichetta discografica Warner Music Taiwan e ha debuttato in cima alle classifiche G-Music Combo nella sua prima settimana di uscita, rendendolo la prima uscita numero uno del gruppo nel paese.
Inoltre, l'album si è classificato al sesto posto tra i 20 migliori album pop del 2011 della rivista Spin.

## Tracce

### EP coreano
1. I Am the Best – 3:30 (Teddy)
2. Ugly – 4:08 (Teddy, Lydia Paek)
3. Lonely – 3:29 (Teddy, Kush)
4. Hate You – 3:33 (Teddy)
5. Park Bom – Don't Cry – 3:12 (Teddy, Lydia Paek)
6. Don't Stop the Music – 3:50 (Kush)

EP coreano (edizione internazionale)
1. Ugly – 4:08 (Teddy, Lydia Paek)
2. Lonely – 3:29 (Teddy, Kush)
3. Hate You – 3:33 (Teddy)
4. Park Bom – Don't Cry – 3:12 (Teddy, Lydia Paek)
5. Don't Stop the Music – 3:50 (Kush)

### Versione giapponese:Nolza
1. I Am the Best (versione giapponese) – 3:30 (Teddy)
2. Ugly (versione giapponese) – 4:08 (Teddy, Lydia Paek)
3. Lonely (versione giapponese) – 3:29 (Teddy, Kush)
4. Hate You (versione giapponese) – 3:33 (Teddy)
5. Don't Stop the Music (versione giapponese) – 3:50 (Kush)

Nolza (DVD – tipo A)
1. I Am the Best (versione giapponese) – 3:30 (Teddy)
2. Ugly (versione giapponese) – 4:08 (Teddy, Lydia Paek)
3. Lonely (versione giapponese) – 3:29 (Teddy, Kush)
4. Hate You (versione giapponese) – 3:33 (Teddy)

Nolza (DVD – tipo B)
1. Highlights from 2NE1TV Season 1 & 2

## Classifiche

### 2NE1
| Classifica (2011) | Posizione massima |
| ----------------- | ----------------- |
| Corea del Sud     | 1                 |

### Nolza
| Classifica (2011) | Posizione massima |
| ----------------- | ----------------- |
| Giappone          | 1                 |

## Date di pubblicazione
| Paese         | Data di pubblicazione | Formato/i                      | Etichetta           |
| ------------- | --------------------- | ------------------------------ | ------------------- |
| Corea del Sud | 28 luglio 2011        | CD, Download digitale          | YG Entertainment    |
| Mondo         | 28 luglio 2011        | Download digitale (via iTunes) | YG Entertainment    |
| Taiwan        | 30 agosto 2011        | CD                             | Warner Music Taiwan |
| Giappone      | 21 settembre 2011     | CD, Download digitale          | Avex Trax           |
| Thailandia    | 7 ottobre 2011        | CD                             | GMM Grammy          |